# مستويات تأثير العيوب في الأغذية
مستويات تأثير العيوب في الأغذية: مستويات العيوب الطبيعية أو العيوب التي لا يمكن تجنبها في الأغذية ولا تمثل مخاطر صحية على البشر هو منشور صادر عن مركز سلامة الأغذية والتغذية التطبيقية التابع لإدارة الأغذية والأدوية الأمريكية  يفند بالتفصيل المستويات المقبولة لتلوث الأغذية من مصادر مثل الديدان والتربس وأجزاء الحشرات و«المواد الغريبة» والعفن وشعر القوارض وبراز الثدييات والحشرات.
يتحدث المنشور بالتفصيل عن الكميات المقبولة للملوثات في كل عنصر غذائي أساسي، واضعا قائمة بكل من مصادر العيب (العدوى ما قبل الحصاد، الغزو، حدوث التلوث، الخ) ودلالاتها (الناحية الجمالية، المخاطر الصحية المحتملة، أذى الفم/ الأسنان، الخ) على سبيل المثال، تم تحديد الحدود المسموح بها من ملوثات الحشرات في الخوخ المعلب أو المجمد كالتالي: «الحد المسموح في 12علبة وزن كل منها 1 باوند أو ما يعادله هو يرقة أو أكثر و/أو أجزاء اليرقات التي يتجاوز طولها الكلي 5 ملم.»
وتم نشر «مستويات تأثير العيوب في الأغذية» للمرة الأولى عام 2005. ويمكن الحصول على نسخة مطبوعة من المنشور عن طريق طلب كتابي إلى إدارة الغذاء والدواء (FDA).

## المخاطر الصحية
على الرغم من تصنيف أجزاء الحشرات كمشكلة جمالية، فقد يكون لكميات قليلة من أجزاء الحشرات آثارا سلبية على الناس تتمثل بالإصابة بمرض الربو والحساسية. هذا وتبين «مستويات تأثير العيوب في الأغذية» أن هذه الملوثات «لا تشكل أي خطر متأصل على الصحة.»

## أمثلة إضافية
| المنتج                            | نوع التلوث بالحشرات                            | مستوى التأثير |
| --------------------------------- | ---------------------------------------------- | --- |
| الذرة الحلوة المعلبة              | يرقات الحشرات (ديدان أذن الذرة أو حفارو الذرة) | يرقات بطول 2 أو أكثر من 3 ملم، تقوم بطرح جلودها أو أجزاء منها حيث يتجاوز الطول الإجمالي للحشرة أو أجزائها 12ملم عندما يبلغ وزنها 24 باوندا. |
| عصائر الحمضيات المعلبة            | الحشرات وبيوضها                                | 5 ذبابات فاكهة أو أكثر إضافة إلى غيرها من البيوض في كل 250 مل أو دودة على الأقل في المقدار نفسه                                             |
| المشمش المعلب                     | قذارة الحشرات                                  | يتضرر حوالي 2% أو أكثر بسبب الحشرات |
| الشوكولا والشوكولا التي فيها خمور | قذارة الحشرات                                  | في كل 100 غرام يوجد ما يقارب 60 أو أكثر من أجزاء الحشرات (عندما تم فحص 6 عينات فرعية وزن كل منها 100 غرام)                                  |
| زبدة الفول السوداني               | قذارة الحشرات                                  | في كل 100 غرام يوجد ما يقارب 30 أو أكثر من أجزاء الحشرات                                                                                    |
| القمح والدقيق                     | قذارة الحشرات                                  | في كل 100 غرام يوجد ما يقارب 150 أو أكثر من أجزاء الحشرات                                                                                   |
| البروكلي المجمدة                  | الحشرات والعث                                  | في كل 100 غرام يوجد ما يقارب 60 أو أكثر من المن و/ أو الترابس و/أو العث.                                                                    |
| القفزات                           | الحشرات                                        | في كل 10 غرام يوجد ما يزيد عن 2,500 من المن                                                                                                 |
| الزعتر البري                      | قذارة الحشرات                                  | في كل 10 غرام يوجد ما يقارب 925 أو أكثر من أجزاء الحشرات                                                                                    |
| جوزة الطيب البرية                 | قذارة الحشرات                                  | في كل 10 غرام يوجد ما يقارب 100 أو أكثر من أجزاء الحشرات                                                                                    |
| القرفة البرية                     | قذارة الحشرات                                  | في كل 10 غرام يوجد ما يقارب 80 أو أكثر من أجزاء الحشرات                                                                                     |

## وصلات خارجية
- مستويات تأثير العيوب في الأغذية نسخة محفوظة 18 ديسمبر 2006 على موقع واي باك مشين.
- الديدان في فطرك, لـ إي جي ليفي عام 2009

1.	^ a b c The Food Defect Action Levels, last revised November 2005
2.	^ How Many Insect Parts and Rodent Hairs are Allowed in Your Food? SixWise.com